# Parque natural del Cabo de Creus
El parque natural del Cabo de Creus (en catalán, y de forma oficial, parc natural del Cap de Creus) es un espacio natural protegido español situado en el punto más al noreste de la península ibérica, en la provincia de Gerona, Cataluña, dentro de la comarca del Alto Ampurdán. Fue el primer parque marítimo-terrestre de Cataluña. Ocupa parte de los términos municipales de Cadaqués, Llansá, Palau Sabardera, Pau, el Puerto de la Selva, Rosas, La Selva de Mar y Vilajuiga. Fue creado por la Ley 4/1998, de 12 de marzo.

## Geografía

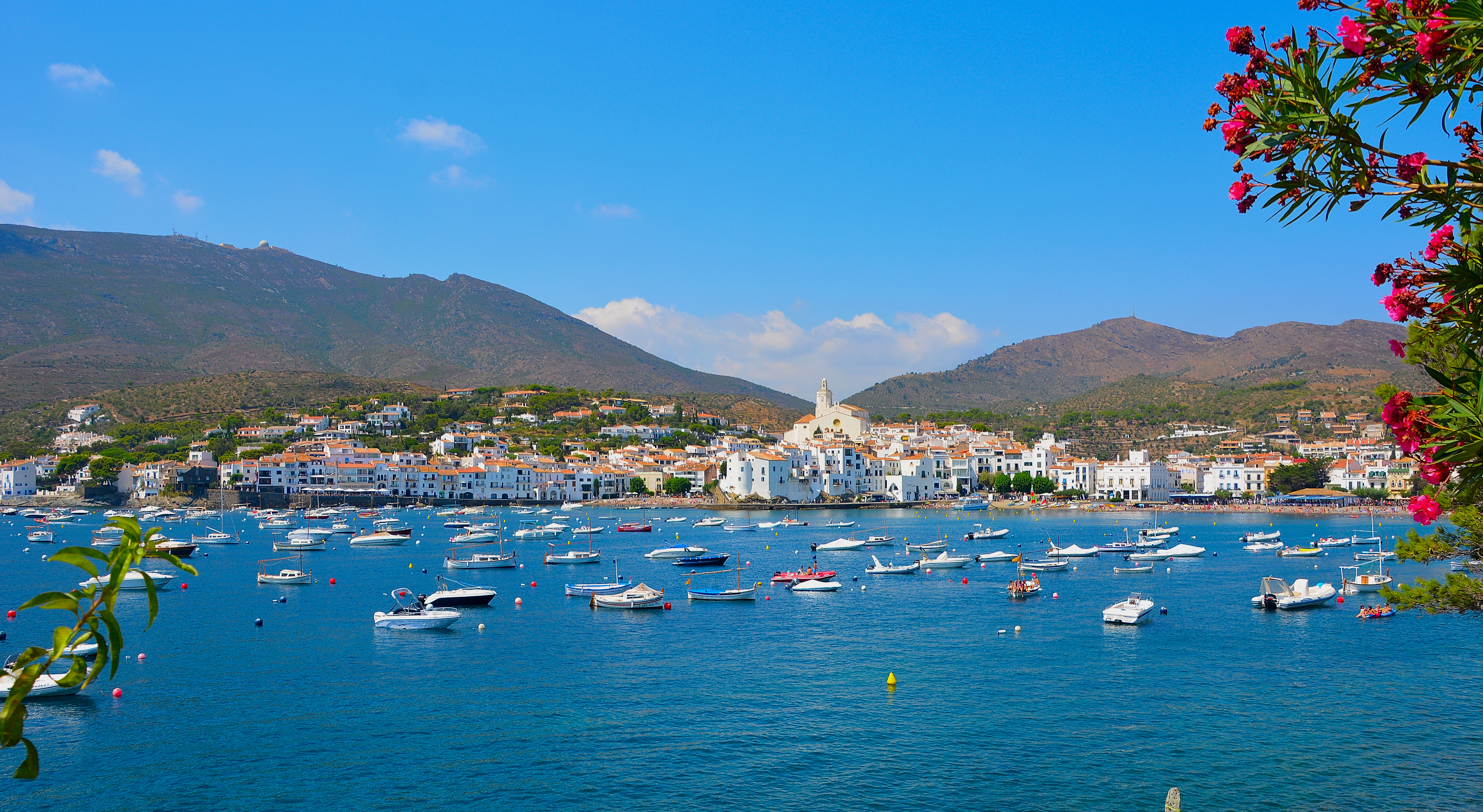
Cadaqués, en el extremo oriental.

La superficie total del parques es de 13 855 ha, de las cuales 10 781 corresponden a superficie terrestre (incluye 3276 ha de paraje natural de interés nacional y 900 ha de reservas naturales) y 3074 ha a zonas marinas (incluye 835 ha de reservas naturales).

### El medio continental

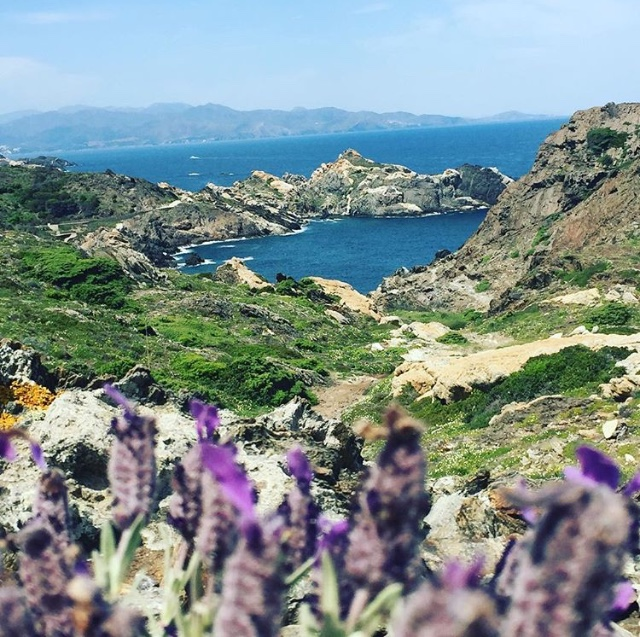
Arbustos y matorral mediterráneos en el parque natural del Cabo de Creus.

Desde el punto de vista biogeográfico, la península del cabo de Creus se sitúa plenamente en el ámbito de la región mediterránea. En cuanto a la flora vascular, esto se traduce en un dominio de las especies leñosas con especial adaptación a la carencia de agua, esclerofilia, persistencia del follaje, desarrollo limitado de los órganos aéreos, espinescencia y esencias aromáticas como rasgos más características. Las especies herbáceas son, sin embargo, de carácter efímero, de lo contrario dichos terófitos. A pesar de este dominio del elemento corológico mediterráneo, en determinados lugares de la faja litoral o en áreas ya más extensas de la montaña de Verdera penetran especies de componente atlántico y eurosiberianas (o centroeuropeas). Así pues, junto a los antiguos alcornocales y encinares, matorrales silicícolas o prados xerófilos, tienen también cabida de forma intersticial y fragmentada recortes de avellanos o prados silicícolas montanos.
Más allá de las condiciones bioclimáticas que determinan una situación geográfica y unos factores de orden local concretos, como pueden ser la frecuencia y la intensidad de los vientos de componente norte y la persistente incidencia de los aerosoles marinos, en el cabo de Creus han desempeñado un papel determinante los factores de modelado ambiental directamente impuestos por el ser humano o inducidos por sus actividades, perpetuado en gran medida por los efectos del pastoreo y la recurrencia de los incendios.
El paisaje vegetal del cabo de Creus es de naturaleza básicamente mediterránea, dentro los parámetros bioclimáticos que son propios de la región. De manera específica, aquí el viento de tramontana tiene un papel fundamental, ya sea modelando con su persistencia las diferentes especies, o bien aportando condiciones de hábitat aún más estrictas al favorecer la evapotranspiración e incrementando la salinidad por los efectos del transporte de agua de mar en forma de aerosoles.
Más allá de los factores estrictamente ambientales, cabe considerar también el sustrato genuinamente rocoso de algunas áreas —y en consecuencia, nada favorable a acoger una cubierta vegetal excesivamente ufana—, toda esta zona se caracteriza por una secular y tenaz incidencia del elemento antrópico. 
El carácter rocoso del terreno y su clima despejado y reseco han permitido a las diferentes comunidades vegetales crecer en este terreno. La vegetación predominante en el parque natural se forma básicamente de prados y listonares o de matorrales y matorrales silicícolas. Las rocas son un elemento siempre habitual del paisaje del cabo de Creus. Aparte de los roquedales y los acantilados a orillas del mar, las tierras del interior se presentan rebosantes de afloramientos de todo tipo. De hecho, la roca y el estrato arbustivo son los componentes que más caracterizan al escenario de la zona y confieren al mismo tiempo un carácter más acentuado.

### El medio marino

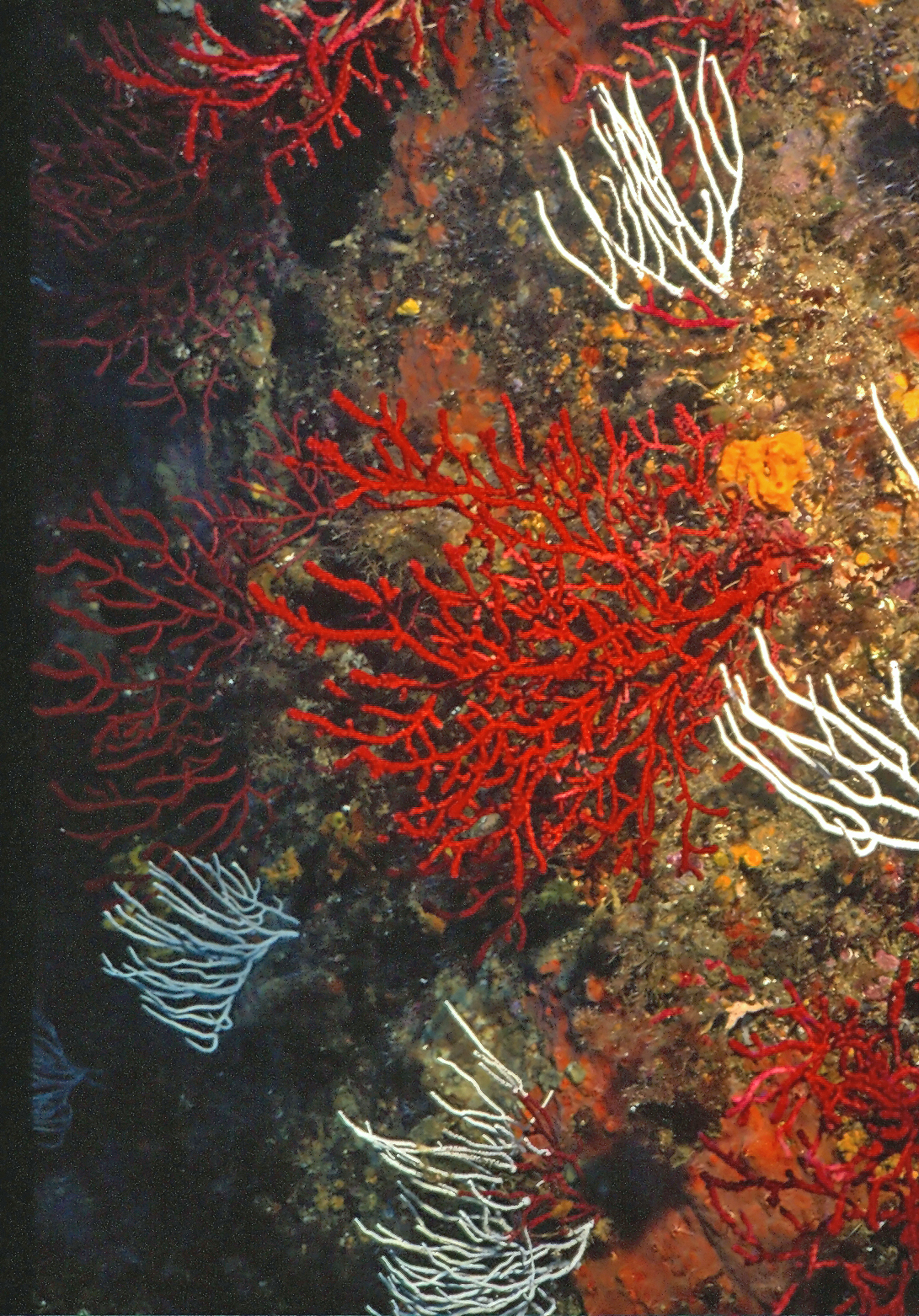
Gorgonia roja, una de las especies más emblemáticas y amenazadas de los fondos marinos del parque natural.

Terminológicamente se conoce como zona supralitoral la faja del medio terrestre que se encuentra sometida a efectos de la salpicadura de las olas. En el cabo de Creus, este hábitat puede extenderse prácticamente hasta los 4 m por encima del nivel de las aguas en algunos lugares orientados al norte, donde la acción del aerosol marino empujado por los vientos de tramontana se hace notar a menudo con una extrema virulencia. Se trata de un estrato muy pobre dada la dureza de las condiciones ambientales.
El estrato mediolitoral, por otro lado, es la zona bañada por las olas, que abarca 1 m por encima y por debajo de la superficie del mar, es donde se da una curiosa formación de algas calcáreas que conforman una especie de cornisa.
El estrato infralitoral abarca el espacio permanentemente sumergido. En su parte superior —de 0 a 1 m— son especialmente abundantes los poblamientos de algas pardas. Entre los fondos rocosos encontramos pequeñas manchas de arena donde se desarrolla una de las comunidades más características del Mediterráneo: las praderas de Posidonia oceanica. Estas praderas constituyen también un hábitat importante para muchos peces litorales, ya que les proporcionan refugio, alimento o lugar para realizar la puesta. Los fondos arenosos, mezclados con cantos rodados y gravas, alcanzan la máxima expresión en las calas del cabo de Creus.
El estrato circalitoral es la zona de más profundidad -de -20 m a -80 m (o más)-. Desde el punto de vista de las formaciones vegetales, estos ambientes pierden relevancia frente a las biocenosis animales, ya que la escasa luz que llega limita en gran medida el buen crecimiento de las algas. En las zonas rocosas se encuentra la rica y compleja comunidad de corales formada por gorgonias (en especial la gorgonia roja), algas calcáreas incrustantes y algas esciófilas. Esta comunidad constituye un hábitat importante para muchos equinodermos, poliquetos, moluscos (cefalópodos, bivalvos), crustáceos (entre ellos la langosta) y peces litorales (dorada, mero, sargo, etc.). A mayores profundidades se desarrollan corales blancos, estrellas de mar y crustáceos decápodos como la langosta.

## Fauna
Las poblaciones de anfibios están muy bien representadas con poblaciones de casi todas las especies presentes en la península ibérica, desde la pequeña reineta (Hyla meridionalis) al sapo común (Bufo bufo).
Es interesante también la presencia, aunque escasa, de la tortuga mediterránea (Testudo hermanni) y la de arroyo (Mauremys leprosa). Otros reptiles más frecuentes son el lagarto ocelado (Timon lepidus) o el dragón (Tarentola mauritanica).
Sin embargo, las aves son las más destacadas de la fauna vertebrada terrestre. Por las características geográficas y botánicas ya mencionadas, el cabo de Creus es un lugar privilegiado en cuanto a la observación de aves, especialmente en primavera y otoño cuando se producen los movimientos migratorios.
En los acantilados podemos observar el águila perdicera (Hieraaetus fasciatus), el halcón peregrino (Falco peregrinus) o el búho (Bubo bubo). De aves, propiamente marinas, encontramos diversas especies de gaviotas, el cormorán moñudo (Phalacrocorax aristotelis), las báldrigas (Puffinus sp.), los charranes (Sterna sp.) o el alcatraz (Sula bassana).
El fondo marino es muy rico gracias a la poca contaminación de las aguas. Es notable la presencia de coral rojo (Corallium rubrum) y de gorgonias (Paramuricea sp.). El bogavante (Homarus americanus) y la langosta (Palinurus elephas) hacen compañía a una buena variedad de peces entre los que destacan el sardo (Diplodus sargus), la salpa (Zarpa salpa), y el mero (Epinephelus guaza).